# Marja Boršnik
Marja Boršnik, slovenska literarna zgodovinarka, * 24. januar 1906, Borovnica, † 10. avgust 1982, Mljet.

## Življenjepis
Rodila se je v Košutovi hiši v Borovnici. 
Leta 1925 je v Ljubljani maturirala na realni gimnaziji, nato pa se je vpisala na Filozofsko fakulteto v Ljubljani, kjer je 2. julija 1929 diplomirala iz zgodovine slovenske književnosti z južnoslovanskimi književnostmi, primerjalne književnosti s teorijo književnosti in zgodovine slovenskega jezika, narodne zgodovine in nemškega jezika s književnostjo. Med letoma 1930 in 1942 je poučevala na gimnazijah na Ptuju, v Ljubljani, Leskovcu v Srbiji, Celju in spet v Ljubljani. Medtem je leta 1932 na Filozofski fakulteti opravila profesorski izpit, 30. septembra 1938 pa tam promovirala z disertacijo Razvoj in pomen Aškerčeve socialne miselnosti in socialne pesmi. 
Med drugo svetovno vojno je bila leta 1942 zaradi sodelovanja v OF aretirana in obsojena na 12 let težke ječe. Izpustili so jo leta 1943 po kapitulaciji Italije, skupaj s komaj nekaj mesecev staro hčerjo edinko Francko Premk, na katero je bila, kakor je večkrat poudarila v spominih, v življenju najbolj ponosna. Po vojni je bila med drugim inšpektorica za srednje in visoke šole, strokovna inšpektorica pri ministrstvu za prosveto LRS in referentka za učbenike na oddelku za šolstvo. Organizirala je delo pri srednješolskih slavističnih učbenikih in bila v uredniškem odboru zbirke Klasje. V letih 1947–1950, 1959 in 1969 je predsedovala Slavističnemu društvu Slovenije in bila 1974 sprejeta med njegove častne člane.
Septembra 1948 je bila imenovana za docentko na oddelku za slavistiko ljubljanske Filozofske fakultete. Podedovala je tematiko, ki sta jo pred tem predavala Ivan Prijatelj in Anton Ocvirk, se pravi književnost druge polovice 19. stoletja in slovenske moderne ter novejšo slovensko književnost. Leta 1958 se je upokojila, a se je že 2. februarja 1959 vrnila kot redna profesorica za zgodovino slovenske književnosti. Bila je avtorica številnih člankov in znanstvenih monografij s področja slovenske literarne zgodovine, urednica Slavistične revije in revije Jezik in slovstvo. Na lastno željo je bila 1. januarja 1964 upokojena, ker je želela svoje mesto odstopiti mlajšim slavistom. Od takrat se je popolnoma posvetila znanstvenemu delu. Leta 1976 je prejela Kidričevo nagrado za življenjsko delo na področju slovenske literarne zgodovine, leta 1977 pa je bila izvoljena za dopisnega člana Slovenske akademije znanosti in umetnosti in imenovana za zaslužno profesorico Filozofske fakultete. Umrla je na Mljetu, pokopana je v rodnem kraju Borovnici. Njen grob urejajo učenci in učenke OŠ dr. Ivana Korošca Borovnica.

## Znanstveno delo
Boršnikova je svojo prvo študijo o Ernestini Jelovšek objavila leta 1926. V naslednjih nekaj letih je objavila številne književne ocene in strokovne študije, s katerimi je zaradi svojih naprednih nazorov neredko dvigovala prah. Njeno prvo temeljno znanstveno delo je bilo Aškerc, življenje in delo (1939) z obsežno bibliografijo v posebni knjigi (1936). Sočasno kot je začela študirati delo Aškerca, je pri Ženski založbi Belo-modre knjižnice uredila Izbrano delo Vide Jerajeve (1935) in Izbrano delo Zofke Kveder (1938-1940), slednje skupaj z Eleonoro Kernc. Sledila sta Pregled slovenskega slovstva (1948) in Kratek bibliografski pregled slovenskega slovstva (1954), s katerima je zapolnila vrzel preglednega priročnika za poučevanje slovenske književnosti za srednješolce in visokošolce. Zaradi uvrstitev avtoric in avtorjev, ki so bili v nemilosti takratnega režima, je imela ob izidu številne težave, pregleda pa nista kljub razprodanim izvodom nista mogla biti ponatisnjena. Leta 1957 je pri elitni beograjski založbi Nolit izšel prevod monografije o Antonu Aškercu, leta 1962 pa so v Beogradu pri založbi Rad izšle še manjše knjižice o Antonu Aškercu, Janku Kersniku, Otonu Župančiču in Franu Levstiku, vse v latinici in cirilici, vse so doživele ponatis. Napisala je tudi monografijo o delu Frana Celestina in prvi del monografije o Ivanu Tavčarju. V obliki literarnozgodovinskega intervjuja je objavila Pogovore s pesnikom Gradnikom, ki so 1954 izšli v knjižni izdaji. Nekatere študije iz obdobja realizma so bile vključene v izbor Študije in fragmenti. V njem je na individualnih in generacijskih ritmih slovenskih avtoric in avtorjev predstavila znanstveno metodo, ki temelji na raziskavi ustvarjalnega ritma, v katerem se razberejo časovne ciklične faze. Poleg realizma se je ukvarjala tudi z avtorji naturalizma in moderne, posebej pa se je posvečala pisateljicam in pesnicam. Poleg izbranih del  Vide Jeraj, Zofke Kveder in Stanka Majcna je uredila tudi zbrana dela Antona Aškerca in Ivana Tavčarja. Skupaj s svojimi študenti je uredila in izdala Prežihov zbornik. 

## Poimenovanja, nagrade in počastitve
Septembra 1996 je Občinski svet Občine Borovnica sprejel sklep o preimenovanju Ljudske knjižnice v Knjižnico dr. Marje Boršnik. Po njej se imenuje ulica v ljubljanskih Novih Jaršah. Leta 2003 je bila v organizaciji Slavističnega društva, Eve Premk in OŠ Orehek odkrita spominska plošča na njeni delovni hišici na Špiku na Drulovki pri Kranju. Oktobra 2003 je na Bledu v organizaciji Slavističnega društva Slovenije potekal Simpozij o Marji Boršnik. Ob 100-letnici rojstva je 23. septembra 2006 v Borovnici potekala kulturna prireditev, ki se je zaključila z odkritjem spominske plošče ob vhodnih vratih Košutove hiše. Ploščo sta odkrila župan Alojz Močnik ter Francka Premk. 2014 so v Mestni knjižnici v Kranju odprli razstavo o tej »prvi dami slovenske slavistike«. 2015 je na Drulovki ena od tabel Poti Jeprškega učitelja ob kanjonu Zarica postavljena v spomin na Boršnikovo in njen Špik.
- svetosavska nagrada (1930)
- ordena zasluge za narod III (1951)
- red dela z rdečo zastavo
- red republike s srebrnim vencem (1975)
- odlikovanje Združenja borcev NOV (1963)
- Kidričeva nagrada za življenjsko delo (1976)

## Dela
- Aškerc: življenje in delo (1939). (COBISS).
- Pregled slovenskega slovstva (1948). (COBISS).
- Fran Celestin (1951). (COBISS).
- Pogovori s pesnikom Gradnikom (1954). (COBISS).
- Kratek bibliografski pregled slovenskega slovstva (1955). (COBISS).
- Prežihov zbornik (1957). (COBISS)
- Študije in fragmenti (1962). (COBISS).
- Ivan Tavčar: leposlovni ustvarjalec (1973). (COBISS).